# 沮渠菩提
沮渠菩提（?—?），临松（今甘肃省张掖南）卢水胡人。十六國北凉將領。沮渠蒙逊子。
承玄二年（429年），沮渠蒙逊的世子沮渠兴国被西秦俘虏，乞伏暮末拒绝放回。沮渠蒙逊于是立沮渠兴国的胞弟沮渠菩提为世子。义和三年（433年），沮渠蒙逊病重，国内贵族大臣们共议，因世子沮渠菩提年幼，决定立沮渠菩提之兄敦煌太守沮渠牧犍为世子，加授沮渠牧犍为中外都督、大将军、录尚书事。沮渠蒙逊去世，谥号武宣王，庙号太祖。沮渠牧犍继位，改年号承和。